# Macizo de Rätikon
El macizo del Reticón o Rätikon es una cordillera de los Alpes orientales centrales ubicada en la frontera entre Vorarlberg, Liechtenstein y los Grisones. Es la frontera geológica entre los Alpes occidentales y los orientales y se extiende desde el Montafon tan lejos como el Rin. En el sur, su límite es el Prättigau y en el norte el Walgau. En el este, limita con los grupos Silvretta.
Sus principales picos son:
- Schesaplana 2.964 m
- Schiltfluh  2.890 m
- Panüeler    2.859 m
- Drusenfluh  2.829 m
- Madrisahorn 2.830 m
- Sulzfluh    2.820 m
- Zimbaspitze 2.643 m
- Vorder Grauspitz 2.599 m
- Falknis     2.566 m
- Naafkopf    2.571 m
- Hornspitze  2.537 m
- Vilan       2.376 m
- Sassauna    2.308 m

Para una lista de pasos, véase Pasos de las sierras Silvretta y Rätikon.